# Tatum (Vorname)
Tatum ist ein eher selten vergebener englischsprachiger weiblicher und männlicher Vorname. Der Familienname Tatum findet häufiger Verwendung.

## Namensträger
- Tatum Greenblatt (* 1982), US-amerikanischer Jazzmusiker (Trompete, Flügelhorn, Komposition) des Modern Jazz
- Tatum Keshwar (* 1983), südafrikanisches Model, Miss South Africa 2008
- Tatum McCann (* 1999), US-amerikanische Schauspielerin
- Tatum O’Neal (* 1963), US-amerikanische Schauspielerin
- Tatum Reed (* 1980), US-amerikanische Porno-Darstellerin

Schreibweise Tatumn:
- Tatumn Milazzo (* 1998), US-amerikanische Fußballspielerin

Fiktive Personen:
- Tatum Riley im Film Scream – Schrei! (1996)